# Toshikazu Kato
Toshikazu Kato (加藤 寿一 Kato Toshikazu?, nacido el 28 de mayo de 1981 en Hiroshima) es un exfutbolista japonés. Jugaba de defensa y su último club fue el Mitsubishi Heavy Industries Nagasaki de Japón.

## Trayectoria

### Clubes
| Club                                 | País  | Año         |
| ------------------------------------ | ----- | ----------- |
| Avispa Fukuoka                       | Japón | 2000 - 2003 |
| Thespa Kusatsu                       | Japón | 2004        |
| Mitsubishi Mizushima                 | Japón | 2005        |
| V-Varen Nagasaki                     | Japón | 2006 - 2010 |
| Mitsubishi Heavy Industries Nagasaki | Japón | 2011 - 2014 |